# Daniela Rando
Daniela Rando (* 23. März 1959 in Terni) ist eine italienische Historikerin, deren Forschungsschwerpunkte auf der Kirchengeschichte Venedigs im Früh- und Hochmittelalter, der ‚Memoria‘ und Selbstzeugnissen im 15. Jahrhundert, Migration und Exil, sowie auf der vergleichenden Historiographie vor allem des 19. und 20. Jahrhunderts liegen.

## Leben und Werk
Am 29. Oktober 1981 erlangte Rando mit ihrer Laurea den Abschluss in Philosophie an der Universität Padua bei Giorgio Cracco. Von 1984 bis 1986 arbeitete sie an ihrem Dottorato di ricerca in Storia (storia della società europea) an der Universität Venedig, eine Abschlussarbeit, die neben Cracco von Cinzio Violante betreut wurde. Zunächst absolvierte sie die Eignungsprüfung zum Lehramt für Geschichte, Philosophie und Pädagogik an den Scuole medie superiori. 1987 bis 2001 war sie Ricercatrice für mittelalterliche Geschichte bei der Universität Trient, dort an der Facoltà di Lettere e filosofia. 1993/94 war sie Stipendiatin der Alexander von Humboldt-Stiftung (Gutachter Alexander Patschovsky) und erhielt 1998/99 eine Gastdozentur am Institut für vergleichende Geschichte Europas im Mittelalter der Humboldt-Universität zu Berlin. Von 2001 bis 2004 war sie Professore associato für Geschichte des Mittelalters an der Universität Trient. Seit Dezember 2004 arbeitet sie als Professore ordinario, ebenfalls für Geschichte des Mittelalters, an der Universität Pavia, genauer am heutigen Dipartimento di Studi Umanistici.
1993/94 erhielt sie ein Forschungsstipendium der Alexander von Humboldt-Stiftung bei den Monumenta Germaniae Historica, dann der Gerda Henkel Stiftung in Bonn (1998/99) sowie am Max-Planck-Institut für Geschichte in Göttingen (2000). Zudem war sie 1998/99 Gastdozentin am Institut für vergleichende Geschichte Europas im Mittelalter bei Michael Borgolte, sowie im Rahmen der Exzellenz-Initiative an der Ludwig-Maximilians-Universität München, wohin sie 2007/08 einer Einladung von Claudia Märtl folgte. Schließlich arbeitet sie an dem mehrjährigen Projekt Personalentscheidungen bei gesellschaftlichen Schlüsselpositionen am Historischen Seminar der Johann Wolfgang Goethe-Universität Frankfurt am Main, dessen Projektkoordinator Andreas Fahrmeir ist. Als erste und einzige Italienerin arbeitet sie zudem bei der Deutschen Kommission für die Bearbeitung der Regesta Imperii. Seit 2017 gehört sie dem Consiglio direttivo des Istituto Storico Italiano per il Medio Evo an. Im Lehrjahr 2016/17 unterrichtete sie an der Scuola Normale Superiore di Pisa zum Themenkreis deutsche Nachkriegshistoriographie.
Ihre Doktorarbeit befasste sich mit der venezianischen Kirche an der Grenze zwischen Langobardenreich und Römerreich. Neben Fragen nach dem Exil befasste sie sich mehrere Jahre lang mit Johannes Hinderbach.

## Auszeichnungen
2016 erhielt sie den Brunacci-Preis für ihre Arbeit Venezia medievale nella modernità. Storici e critici della cultura fra Otto e Novecento, die 2014 bei Viella in Rom erschienen war.

## Werke (Auswahl)
- mit Gian Maria Varanini: Storia di Treviso, Bd. 2, Marsilio, Venedig 1989.
- Le strutture della chiesa locale, in: Storia di Venezia, Bd. 1: Origini. Età ducale, Rom 1992, S. 645–675.
- Le istituzioni ecclesiastiche veneziane nei secoli VI–XII. Il dinamismo di una Chiesa di frontiera, il Mulino, Bologna 1994.
- Dai margini la memoria. Johannes Hinderbach (1418–1486), Il Mulino, Bologna 2003.
- Venezia medievale nella modernità. Storici e critici della cultura fra Otto e Novecento, Viella, Rom 2014.
- De là da mar – Venedigs »Kolonien« aus »postkolonialer« Perspektive, in: Reinhard Härtel (Hrsg.): Akkulturation im Mittelalter, Sigmaringen 2014, S. 371–393.